# 2016-os Sanremói Dalfesztivál
A 66. Sanremói Dalfesztivált 2016. február 9. és 13. között tartották meg Sanremóban az Ariston színházban. A műsort második alkalommal is Carlo Conti műsorvezető vezette, társműsorvezetők Virginia Raffaele komika (aki Sabrina Ferilli színésznőként, Donatella Versace divattervezőként, Belén Rodríguez műsorvezetőként és Carla Fracci táncosnőként megjelenve, őket imitálva vezette a műsort)és Mădălina Ghenea román származású színésznő és modell voltak.
A versenyzők két kategóriába voltak besorolva: a Bajnokok (Campioni) kategóriában 20 és az Új Felfedezettek (Nuove proposte) kategóriában 8 versenyző volt. A Bajnokok kategóriát a Stadio együttes Un giorno mi dirai (Egy nap megmondod majd nekem) című dallal, az Új felfedezettek kategóriát Francesco Gabbani nyerte meg az Amen című dallal.
Ahogy az előző évben úgy ebben az évben is a Bajnokok kategória győztese képviselte automatikusan Olaszországot a 2016-os Eurovíziós Dalfesztiválon. Azonban a Stadio lemondott a versenyen való részvételről és átadták a helyet a feltörekvő fiatal énekeseknek, így Francesca Michelin Nessun grado di separazione (Nincs foka az elszigeteltségnek) dalával ment Stockholmba.

## Bajnokokkategória eredménye
| Helyezés           | Előadó                            | Dal címe                         | Dal írói                                                                                    |
| ------------------ | --------------------------------- | -------------------------------- | ------------------------------------------------------------------------------------------- |
| 1                  | Stadio                            | Un giorno mi dirai               | Saverio Grandi, Gaetano Curreri, Luca Chiaravalli                                           |
| 2                  | Francesca Michielin               | Nessun grado di separazione      | Federica Abbate, Francesca Michielin, Cheope, Fabio Gargiulo                                |
| 3                  | Giovanni Caccamo e Deborah Iurato | Via da qui                       | Giuliano Sangiorgi                                                                          |
| 4                  | Enrico Ruggeri                    | Il primo amore non si scorda mai | Enrico Ruggeri                                                                              |
| 5                  | Lorenzo Fragola                   | Infinite volte                   | Lorenzo Fragola, Rory Di Benedetto, Rosario Canale, Fabrizio Ferraguzzo, Antonio Filippelli |
| 6                  | Patty Pravo                       | Cieli immensi                    | Fortunato Zampaglione                                                                       |
| 7                  | Clementino                        | Quando sono lontano              | Clemente Maccaro, Vincent Stein, Konstantin Scherer                                         |
| 8                  | Noemi                             | La borsa di una donna            | Marco Masini, Marco Adami, Antonio Iammarino                                                |
| 9                  | Rocco Hunt                        | Wake Up                          | Rocco Pagliarulo, Vincenzo Catanzaro, Simone Benussi                                        |
| 10                 | Arisa                             | Guardando il cielo               | Giuseppe Anastasi                                                                           |
| 11                 | Annalisa                          | Il diluvio universale            | Annalisa Scarrone, Diego Calvetti                                                           |
| 12                 | Elio e le Storie Tese             | Vincere l'odio                   | Stefano Belisari, Sergio Conforti, Davide Civaschi, Nicola Fasani                           |
| 13                 | Valerio Scanu                     | Finalmente piove                 | Fabrizio Moro                                                                               |
| 14                 | Alessio Bernabei                  | Noi siamo infinito               | Ivan Amatucci, Roberto Casalino, Dario Faini                                                |
| 15                 | Dolcenera                         | Ora o mai più (le cose cambiano) | Emanuela Trane, Alessandro Finazzo                                                          |
| 16                 | Irene Fornaciari                  | Blu                              | Irene Fornaciari, Diego Calvetti, Giuseppe Dati, Marco Fontana                              |
| Kiesett versenyzők | Dear Jack                         | Mezzo respiro                    | Roberto Balbo, Stefano Paviani, Leiner Riflessi, Claudio Corradini                          |
| Kiesett versenyzők | Bluvertigo                        | Semplicemente                    | Marco Castoldi                                                                              |
| Kiesett versenyzők | Zero Assoluto                     | Di me e di te                    | Thomas De Gasperi, Matteo Maffucci, Antonio Filippelli, Luca Vicini                         |
| Kiesett versenyzők | Neffa                             | Sogni e nostalgia                | Giovanni Pellino                                                                            |

## Új felfedezettek kategória eredménye
| Helyezés           | Előadó              | Dal címe        | Dal írói                                                     |
| ------------------ | ------------------- | --------------- | ------------------------------------------------------------ |
| 1                  | Francesco Gabbani   | Amen            | Fabio Ilacqua, Francesco Gabbani                             |
| 2                  | Chiara Dello Iacovo | Introverso      | Chiara Dello Iacovo                                          |
| 3                  | Ermal Meta          | Odio le favole  | Ermal Meta                                                   |
| 4                  | Mahmood             | Dimentica       | Alessandro Mahmoud, Marcello Grilli, Francesco Fugazza       |
| Kiesett versenyzők | Michael Leonardi    | Rinascerai      | Michael Aaron Vaiasinni, Emanuela Giacca, Emilio Rentocchini |
| Kiesett versenyzők | Miele               | Mentre ti parlo | Manuela Paruzzo, Andrea Rodini                               |
| Kiesett versenyzők | Irama               | Cosa resterà    | Filippo Maria Fanti, Giulio Nenna                            |
| Kiesett versenyzők | Cecile              | N.E.G.R.A.      | Lorenzo Lombardi Dallamano                                   |

## Adásnapok

### Első este
Az első estén a 20 Bajnokok kategóriába besorolt énekes közül 10 lépett színpadra.

#### Bajnokok
| Fellépés sorszáma | Előadó                            | Dal címe                         | Első adásnap szavazatai    | Első adásnap szavazatai              | Első adásnap szavazatai | Első adásnap szavazatai |
| Fellépés sorszáma | Előadó                            | Dal címe                         | Telefonos szavazatok (50%) | Sajtó képviselőinek szavazatai (50%) | Átlag                   |                         |
| ----------------- | --------------------------------- | -------------------------------- | -------------------------- | ------------------------------------ | ----------------------- | ----------------------- |
| 1                 | Lorenzo Fragola                   | Infinite volte                   | 13,79%                     | 6,30%                                | 10,04%                  |                         |
| 2                 | Noemi                             | La borsa di una donna            | 5,91%                      | 13,17%                               | 9,54%                   |                         |
| 3                 | Dear Jack                         | Mezzo respiro                    | 8,83%                      | 3,44%                                | 6,13%                   |                         |
| 4                 | Giovanni Caccamo e Deborah Iurato | Via da qui                       | 16,09%                     | 8,02%                                | 12,05%                  |                         |
| 5                 | Stadio                            | Un giorno mi dirai               | 10,65%                     | 12,79%                               | 11,72%                  |                         |
| 6                 | Arisa                             | Guardando il cielo               | 6,78%                      | 13,17%                               | 9,98%                   |                         |
| 7                 | Enrico Ruggeri                    | Il primo amore non si scorda mai | 8,41%                      | 13,93%                               | 11,17%                  |                         |
| 8                 | Bluvertigo                        | Semplicemente                    | 5,62%                      | 6,68%                                | 6,15%                   |                         |
| 9                 | Rocco Hunt                        | Wake Up                          | 16,58%                     | 15,46%                               | 16,02%                  |                         |
| 10                | Irene Fornaciari                  | Blu                              | 7,34%                      | 7,06%                                | 7,20%                   |                         |

#### Vendég fellépők
- Giuseppe Ottaviani
- Laura Pausini – Egyveleg: Invece no/Strani amori/Vivimi, La solitudine és Simili dalai
- Aldo, Giovanni és Giacomo – sketch előadása
- Elton John – Your Song, Sorry Seems to Be the Hardest Word és Blue Wonderful
- Maître Gims – Est-ce que tu m'aimes ?
- Kasia Smutniak és Anna Foglietta
- Marta Zoboli és Gianluca De Angelis komikusok
- Rocco Tanica a sajtóközpontból

### Második este
A második estén fő műsoridőben a Bajnokok mellett az Új Felfedezettek kategória 8 énekeséből 4 énekes lépett színpadra, közülük két énekes jutott tovább a sajtó képviselői és a telefonos szavazatokból kapott átlag alapján a negyedik adásnapba, amikor is az Új Felfedezettek kategória döntőjére került sor. A műsorban a 4 énekes két-két duóban egymással párbajozik és ennek alapján jutnak tovább.

#### Bajnokok
| Fellépés sorszáma | Előadó                | Dal címe                         | Második adásnap szavazatai | Második adásnap szavazatai           | Második adásnap szavazatai | Második adásnap szavazatai |
| Fellépés sorszáma | Előadó                | Dal címe                         | Telefonos szavazatok (50%) | Sajtó képviselőinek szavazatai (50%) | Átlag                      |                            |
| ----------------- | --------------------- | -------------------------------- | -------------------------- | ------------------------------------ | -------------------------- | -------------------------- |
| 1                 | Dolcenera             | Ora o mai più (le cose cambiano) | 4,79%                      | 13,74%                               | 9,27%                      |                            |
| 2                 | Clementino            | Quando sono lontano              | 15,50%                     | 5,92%                                | 10,71%                     |                            |
| 3                 | Patty Pravo           | Cieli immensi                    | 12,07%                     | 12,79%                               | 12,43%                     |                            |
| 4                 | Valerio Scanu         | Finalmente piove                 | 20,31%                     | 5,73%                                | 13,02%                     |                            |
| 5                 | Francesca Michielin   | Nessun grado di separazione      | 7,92%                      | 13,74%                               | 10,83%                     |                            |
| 6                 | Alessio Bernabei      | Noi siamo infinito               | 12,64%                     | 5,92%                                | 9,28%                      |                            |
| 7                 | Elio e le Storie Tese | Vincere l'odio                   | 5,96%                      | 14,50%                               | 10,23%                     |                            |
| 8                 | Neffa                 | Sogni e nostalgia                | 2,35%                      | 6,30%                                | 4,32%                      |                            |
| 9                 | Annalisa              | Il diluvio universale            | 11,06%                     | 12,21%                               | 11,64%                     |                            |
| 10                | Zero Assoluto         | Di me e di te                    | 7,41%                      | 9,16%                                | 8,28%                      |                            |

#### Új Felfedezettek
–  Bejutottak a kategória döntőbe
| Párbajozók csoportja | Fellépők sorszáma | Előadó              | Dal címe       | Második adásnap szavazatai           | Második adásnap szavazatai | Második adásnap szavazatai |
| Párbajozók csoportja | Fellépők sorszáma | Előadó              | Dal címe       | Sajtó képviselőinek szavazatai (50%) | Telefonos szavazatok (50%) | Átlag                      |
| -------------------- | ----------------- | ------------------- | -------------- | ------------------------------------ | -------------------------- | -------------------------- |
| I                    | 1                 | Chiara Dello Iacovo | Introverso     | 58,12%                               | 69,43%                     | 63,78%                     |
| 2                    | Cecile            | N.E.G.R.A.          | 41,88%         | 30,57%                               | 36,22%                     |                            |
| II                   | 3                 | Irama               | Cosa resterà   | 18,64%                               | 63,44%                     | 41,04%                     |
| II                   | 4                 | Ermal Meta          | Odio le favole | 81,36%                               | 36,56%                     | 58,96%                     |

#### Vendégek
- Salut Salon
- Marzia Lachello karnagy és Olaszország legkisebb iskolájának diákjai (Anna, Moris e Denis) Ceresole Reale településről.
- Eros Ramazzotti
- Ezio Bosso – Following a bird
- Marta Zoboli és Gianluca De Angelis (két komikus a Zelig) televíziós műsorból -
- Ellie Goulding – Love Me Like You Do és Army dalok
- Nicole Kidman
- Nino Frassica – Fuocoammare című dokumentumfilmből való monológja.
- Rocco Tanica a Sajtó központból
- Antonino Cannavacciuolo

### Harmadik este
A harmadik adásnapon az Új Felfedezettek kategória további 4 énekese lépett színpadra és kétfős csapatokat alkotva párbajoznak egymással és a 2 legtöbb szavazatot kapó énekes ment tovább a negyedik adásnapon levő kategória döntőbe. A 20 Bajnokok kategóriában levő énekes, ismert olasz énekesek dalait kellett felénekelniük, az este végén a telefonos és sajtó képviselőinek a szavazataiból összejött átlag alapján a legtöbb szavazatot a Stadio kapta, akik Lucio Dalla La sera dei miracoli (Csodák estéje) című dalát énekelte fel.

#### Bajnokok
–  Győztes
      –  Második helyezett
      –  Harmadik helyezett
      –  Negyedik helyezett
      –  Ötödik helyezett
| Párbajozó csapatok száma | Fellépők sorszáma | Előadó                            | Feldolgozott dal (eredeti előadó neve)                                                                       | Első rész szavazatai       | Első rész szavazatai                 | Első rész szavazatai | Második rész szavazatai    | Második rész szavazatai              | Második rész szavazatai |
| Párbajozó csapatok száma | Fellépők sorszáma | Előadó                            | Feldolgozott dal (eredeti előadó neve)                                                                       | Telefonos szavazatok (50%) | Sajtó képviselőinek szavazatai (50%) | Átlag                | Telefonos szavazatok (50%) | Sajtó képviselőinek szavazatai (50%) | Átlag                   |
| ------------------------ | ----------------- | --------------------------------- | --- | -------------------------- | ------------------------------------ | -------------------- | -------------------------- | ------------------------------------ | ----------------------- |
| I                        | 1                 | Noemi                             | Dedicato (Loredana Bertè)                                                                                    | 25,74%                     | 40,95%                               | 33,35%               | 11,80%                     | 19,57%                               | 15,68%                  |
| I                        | 2                 | Dear Jack                         | Un bacio a mezzanotte (Quartetto Cetra) (con i coristi dell'orchestra)                                       | 27,27%                     | 15,24%                               | 21,25%               | N/A                        | N/A                                  | N/A                     |
| I                        | 3                 | Zero Assoluto                     | Goldrake (Actarus) (con Francesco Versace alla chitarra)                                                     | 13,83%                     | 12,86%                               | 13,34%               | N/A                        | N/A                                  | N/A                     |
| I                        | 4                 | Giovanni Caccamo e Deborah Iurato | Amore senza fine (Pino Daniele)                                                                              | 33,16%                     | 30,95%                               | 32,06%               | N/A                        | N/A                                  | N/A                     |
| II                       | 1                 | Patty Pravo                       | Tutt'al più (Patty Pravo) (Fred De Palmával)                                                                 | 15,02%                     | 20,25%                               | 17,63%               | N/A                        | N/A                                  | N/A                     |
| II                       | 2                 | Alessio Bernabei                  | A mano a mano (Riccardo Cocciante/Rino Gaetano) Benji & Fede-vel)                                            | 54,28%                     | 8,68%                                | 31,48%               | N/A                        | N/A                                  | N/A                     |
| II                       | 3                 | Dolcenera                         | Amore disperato (Nada)                                                                                       | 9,05%                      | 26,03%                               | 17,54%               | N/A                        | N/A                                  | N/A                     |
| II                       | 4                 | Clementino                        | Don Raffaè (Fabrizio De André)                                                                               | 21,66%                     | 45,04%                               | 33,35%               | 19,17%                     | 18,26%                               | 18,72%                  |
| III                      | 1                 | Elio e le Storie Tese             | Il quinto ripensamento (Walter Murphy 'A Fifth of Beethoven című dalának olasz változata ) (Rocco Tanicával) | 17,20%                     | 17,36%                               | 17,28%               | N/A                        | N/A                                  | N/A                     |
| III                      | 2                 | Arisa                             | Cuore (Rita Pavone)                                                                                          | 20,22%                     | 18,18%                               | 19,20%               | N/A                        | N/A                                  | N/A                     |
| III                      | 3                 | Rocco Hunt                        | Tu vuo' fa' l'americano (Renato Carosone)                                                                    | 39,74%                     | 30,99%                               | 35,37%               | 10,34%                     | 20,00%                               | 15,17%                  |
| III                      | 4                 | Francesca Michielin               | Il mio canto libero (Lucio Battisti)                                                                         | 22,84%                     | 33,47%                               | 28,16%               | N/A                        | N/A                                  | N/A                     |
| IV                       | 1                 | Neffa                             | O' sarracino (Renato Carosone) (The Bluebeaters-szel)                                                        | 8,12%                      | 21,74%                               | 14,93%               | N/A                        | N/A                                  | N/A                     |
| IV                       | 2                 | Valerio Scanu                     | Io vivrò (senza te) (Lucio Battisti)                                                                         | 65,72%                     | 27,39%                               | 46,55%               | 31,59%                     | 10,00%                               | 20,80%                  |
| IV                       | 3                 | Irene Fornaciari                  | Se perdo anche te (Gianni Morandi)                                                                           | 8,98%                      | 21,74%                               | 15,36%               | N/A                        | N/A                                  | N/A                     |
| IV                       | 4                 | Bluvertigo                        | La lontananza (Domenico Modugno)                                                                             | 17,19%                     | 29,13%                               | 23,16%               | N/A                        | N/A                                  | N/A                     |
| V                        | 1                 | Lorenzo Fragola                   | La donna cannone (Francesco De Gregori)                                                                      | 35,78%                     | 17,80%                               | 26,79%               | N/A                        | N/A                                  | N/A                     |
| V                        | 2                 | Enrico Ruggeri                    | A' canzuncella (Alunni del Sole)                                                                             | 10,34%                     | 12,29%                               | 11,31%               | N/A                        | N/A                                  | N/A                     |
| V                        | 3                 | Annalisa                          | America (Gianna Nannini)                                                                                     | 34,47%                     | 25,85%                               | 30,16%               | N/A                        | N/A                                  | N/A                     |
| V                        | 4                 | Stadio                            | La sera dei miracoli (Lucio Dalla) (con Ricky Portera alla chitarra e Fabio Liberatori alla tastiera)        | 19,42%                     | 44,07%                               | 31,74%               | 27,09%                     | 32,17%                               | 29,63%                  |

#### Új felfedezettek
| Párbajozó csapatok száma | Fellépők sorszáma | Előadó           | Dal címe        | Harmadik este szavazatai             | Harmadik este szavazatai   | Harmadik este szavazatai |
| Párbajozó csapatok száma | Fellépők sorszáma | Előadó           | Dal címe        | Sajtó képviselőinek szavazatai (50%) | Telefonos szavazatok (50%) | Átlag                    |
| ------------------------ | ----------------- | ---------------- | --------------- | ------------------------------------ | -------------------------- | ------------------------ |
| III                      | 1                 | Miele            | Mentre ti parlo | 28,15%                               | 70,20%                     | 49,17%                   |
| 2                        | Francesco Gabbani | Amen             | 71,85%          | 29,80%                               | 50,83%                     |                          |
| IV                       | 3                 | Michael Leonardi | Rinascerai      | 26,45%                               | 40,42%                     | 33,43%                   |
| IV                       | 4                 | Mahmood          | Dimentica       | 73,55%                               | 59,58%                     | 66,57%                   |

#### Vendégek
- Marc Hollogne
- Pooh együttes – egyveleg a legismertebb dalaival
- Nicole Orlando
- Pino & gli anticorpi (picco di share alle 00:35[1])
- Hozier – Take Me to Church
- Marta Zoboli és Gianluca De Angelis (két komikus a Zelig) televíziós műsorból -
- Rocco Tanica a Sajtó Központból

### Negyedik este
Az Új Felfedezettek kategória 4 énekese külön versenyez egymással, párbajozás nélkül, a szavazási rendszer hasonló a Bajnokok kategóriáéval: a Bajnokok a saját dalukkal lépnek fel és a telefonos szavazatok 40%-ot adnak, ezenbelül mind a szakmai és nézői zsűri külön-külön 30%-os arányban az első két este szavazatainak átlagával befolyásolják a végeredményt,

#### Bajnokok
| Fellépők sorszáma | Előadó                            | Dal címe                         | Negyedik este szavazatai         | Negyedik este szavazatai         | Negyedik este szavazatai         | Negyedik este szavazatai         | Negyedik este szavazatai |       |        |       |
| Fellépők sorszáma | Előadó                            | Dal címe                         | 1. vagy 2. Este szavazatai (50%) | Négy eddigi este szavazata (50%) | Négy eddigi este szavazata (50%) | Négy eddigi este szavazata (50%) | Súlyozott átlag          |       |        |       |
| Fellépők sorszáma | Előadó                            | Dal címe                         | 1. vagy 2. Este szavazatai (50%) | Telefonos szavazatok (40%)       | Nézői zsűri (30%)                | Szakmai zsűri (30%)              | Súlyozott átlag          |       |        |       |
| ----------------- | --------------------------------- | -------------------------------- | -------------------------------- | -------------------------------- | -------------------------------- | -------------------------------- | ------------------------ | ----- | ------ | ----- |
| 15                | Stadio                            | Un giorno mi dirai               | 5,86%                            | 8,09%                            | Nézői zsűri (30%)                | Szakmai zsűri (30%)              | Súlyozott átlag          | 7,88% | 10,00% | 7,23% |
| 3                 | Rocco Hunt                        | Wake Up                          | 8,01%                            | 7,55%                            | 5,02%                            | 6,25%                            | 7,20%                    |       |        |       |
| 7                 | Francesca Michielin               | Nessun grado di separazione      | 5,42%                            | 6,01%                            | 8,22%                            | 10,63%                           | 6,74%                    |       |        |       |
| 5                 | Giovanni Caccamo e Deborah Iurato | Via da qui                       | 6,03%                            | 8,76%                            | 5,42%                            | 5,63%                            | 6,42%                    |       |        |       |
| 6                 | Enrico Ruggeri                    | Il primo amore non si scorda mai | 5,59%                            | 4,45%                            | 6,55%                            | 10,00%                           | 6,17%                    |       |        |       |
| 9                 | Patty Pravo                       | Cieli immensi                    | 6,21%                            | 7,00%                            | 5,10%                            | 4,38%                            | 5,93%                    |       |        |       |
| 12                | Valerio Scanu                     | Finalmente piove                 | 6,51%                            | 9,13%                            | 3,05%                            | 0,63%                            | 5,63%                    |       |        |       |
| 14                | Noemi                             | La borsa di una donna            | 4,77%                            | 4,34%                            | 7,02%                            | 6,88%                            | 5,34%                    |       |        |       |
| 20                | Clementino                        | Quando sono lontano              | 5,35%                            | 6,91%                            | 4,08%                            | 3,75%                            | 5,23%                    |       |        |       |
| 1                 | Annalisa                          | Il diluvio universale            | 5,82%                            | 5,49%                            | 6,05%                            | 0,63%                            | 5,01%                    |       |        |       |
| 8                 | Elio e le Storie Tese             | Vincere l'odio                   | 5,12%                            | 1,90%                            | 5,97%                            | 5,63%                            | 4,68%                    |       |        |       |
| 17                | Lorenzo Fragola                   | Infinite volte                   | 5,02%                            | 4,79%                            | 5,13%                            | 2,50%                            | 4,61%                    |       |        |       |
| 16                | Arisa                             | Guardando il cielo               | 4,99%                            | 2,55%                            | 5,88%                            | 3,13%                            | 4,36%                    |       |        |       |
| 10                | Alessio Bernabei                  | Noi siamo infinito               | 4,64%                            | 7,80%                            | 2,68%                            | 0,00%                            | 4,28%                    |       |        |       |
| 19                | Dolcenera                         | Ora o mai più (le cose cambiano) | 4,63%                            | 2,72%                            | 6,03%                            | 3,13%                            | 4,23%                    |       |        |       |
| 2                 | Zero Assoluto                     | Di me e di te                    | 4,14%                            | 2,64%                            | 4,05%                            | 4,38%                            | 3,86%                    |       |        |       |
| 4                 | Irene Fornaciari                  | Blu                              | 3,60%                            | 2,90%                            | 3,50%                            | 5,63%                            | 3,75%                    |       |        |       |
| 18                | Bluvertigo                        | Semplicemente                    | 3,07%                            | 2,03%                            | 1,97%                            | 7,50%                            | 3,36%                    |       |        |       |
| 11                | Neffa                             | Sogni e nostalgia                | 2,16%                            | 1,36%                            | 3,62%                            | 8,75%                            | 3,21%                    |       |        |       |
| 13                | Dear Jack                         | Mezzo respiro                    | 3,07%                            | 3,58%                            | 2,78%                            | 0,63%                            | 2,76%                    |       |        |       |

#### Új felfedezettek
| Fellépők sorszáma | Előadó              | Dal címe       | Döntő szavazatai  | Döntő szavazatai    | Döntő szavazatai           | Döntő szavazatai |
| Fellépők sorszáma | Előadó              | Dal címe       | Nézői zsűri (30%) | Szakmai zsűri (30%) | Telefonos szavazatok (40%) | Súlyozott átlag  |
| ----------------- | ------------------- | -------------- | ----------------- | ------------------- | -------------------------- | ---------------- |
| 1                 | Francesco Gabbani   | Amen           | 29,17%            | 43,75%              | 50,39%                     | 42,03%           |
| 2                 | Chiara Dello Iacovo | Introverso     | 36,00%            | 31,25%              | 23,99%                     | 29,77%           |
| 3                 | Ermal Meta          | Odio le favole | 22,17%            | 6,25%               | 14,39%                     | 14,28%           |
| 4                 | Mahmood             | Dimentica      | 12,67%            | 18,75%              | 11,23%                     | 13,92%           |

#### Vendégek
- Miele – Mentre ti parlo
- Enrico Brignano – Monologo sui figli
- Elisa – egyveleg legismertebb dalaiból
- J Balvin – Ginza
- Rocco Papaleo és Alessandro Gassman
- Lost Frequencies – Reality
- Marta Zoboli és Gianluca De Angelis (két komikus a Zelig) televíziós műsorból -
- Rocco Tanica a Sajtó Központból

### Ötödik este
Az ötödik este egyben az utolsó este, a döntőé: 15 versenyben levő Bajnokok kategóriás énekesek a saját dalukat adták elő. A fellépésük után a negyedik estén kiesett 5 dalt előadó énekesek lépnek fel ismét a vigaszági részben (ripsecaggio). Az este szavazási rendszer megegyezik a negyedi estivel: a telefonos szavazatok 40, a szakmai és nézői zsűrik 30-30%-ban súlyozzák a végső szavazatokat. Ezekből a három legtöbb szavazatot kapó dal továbbjut, a többiek számára véget ér a verseny és a három továbbjutott dal közül kerül ki a fesztivál győztese. A három énekes esetében is ugyanaz a szavazási rendszer.

#### Vigaszági énekesek
| Helyezés | Előadó           | Dal címe          | Telefonos szavazatok |
| -------- | ---------------- | ----------------- | -------------------- |
| 1        | Irene Fornaciari | Blu               | 31,46%               |
| 2        | Dear Jack        | Mezzo respiro     | 29,08%               |
| 3        | Bluvertigo       | Semplicemente     | 15,09%               |
| 4        | Zero Assoluto    | Di me e di te     | 14,40%               |
| 5        | Neffa            | Sogni e nostalgia | 9,97%                |

#### Bajnokok
–  Bejutott a hármas döntőbe
| Helyezés | Előadó                            | Dal címe                         | Ötödik este szavazatai     | Ötödik este szavazatai | Ötödik este szavazatai | Ötödik este szavazatai |
| Helyezés | Előadó                            | Dal címe                         | Telefonos szavazatok (40%) | Szakmai zsűri (30%)    | Nézői zsűri (30%)      | Átlag                  |
| -------- | --------------------------------- | -------------------------------- | -------------------------- | ---------------------- | ---------------------- | ---------------------- |
| 1        | Stadio                            | Un giorno mi dirai               | 10,30%                     | 45,00%                 | 10,57%                 | 20,79%                 |
| 2        | Francesca Michielin               | Nessun grado di separazione      | 8,17%                      | 6,88%                  | 9,72%                  | 8,25%                  |
| 3        | Giovanni Caccamo e Deborah Iurato | Via da qui                       | 7,85%                      | 10,63%                 | 6,32%                  | 8,22%                  |
| 4        | Enrico Ruggeri                    | Il primo amore non si scorda mai | 3,62%                      | 8,75%                  | 7,52%                  | 6,33%                  |
| 5        | Lorenzo Fragola                   | Infinite volte                   | 9,40%                      | 2,50%                  | 5,93%                  | 6,29%                  |
| 6        | Patty Pravo                       | Cieli immensi                    | 8,23%                      | 3,75%                  | 5,98%                  | 6,21%                  |
| 7        | Clementino                        | Quando sono lontano              | 7,80%                      | 3,75%                  | 4,22%                  | 5,51%                  |
| 8        | Noemi                             | La borsa di una donna            | 4,12%                      | 4,38%                  | 8,03%                  | 5,37%                  |
| 9        | Rocco Hunt                        | Wake Up                          | 7,43%                      | 1,25%                  | 6,00%                  | 5,15%                  |
| 10       | Arisa                             | Guardando il cielo               | 3,73%                      | 3,13%                  | 7,20%                  | 4,59%                  |
| 11       | Annalisa                          | Il diluvio universale            | 5,45%                      | 0,63%                  | 6,52%                  | 4,32%                  |
| 12       | Elio e le Storie Tese             | Vincere l'odio                   | 2,66%                      | 4,38%                  | 6,13%                  | 4,22%                  |
| 13       | Valerio Scanu                     | Finalmente piove                 | 8,20%                      | 0,00%                  | 2,95%                  | 4,17%                  |
| 14       | Alessio Bernabei                  | Noi siamo infinito               | 8,05%                      | 0,00%                  | 3,12%                  | 4,16%                  |
| 15       | Dolcenera                         | Ora o mai più (le cose cambiano) | 2,39%                      | 1,88%                  | 6,38%                  | 3,43%                  |
| 16       | Irene Fornaciari                  | Blu                              | 2,60%                      | 3,13%                  | 3,42%                  | 3,00%                  |

#### Bajnokok – Hármas döntő
| # | Előadó                            | Dal címe                    | Végső szavazatok           | Végső szavazatok    | Végső szavazatok  | Végső szavazatok |
| # | Előadó                            | Dal címe                    | Telefonos szavazatok (40%) | Szakmai zsűri (30%) | Nézői zsűri (30%) | Súlyozott átlag  |
| - | --------------------------------- | --------------------------- | -------------------------- | ------------------- | ----------------- | ---------------- |
| 1 | Stadio                            | Un giorno mi dirai          | 43,99%                     | 47,92%              | 35,89%            | 42,74%           |
| 2 | Francesca Michielin               | Nessun grado di separazione | 29,58%                     | 27,08%              | 34,72%            | 30,37%           |
| 3 | Giovanni Caccamo e Deborah Iurato | Via da qui                  | 26,43%                     | 25,00%              | 29,39%            | 26,89%           |

#### Vendégek
- Francesco Gabbani – Amen
- Il Volo (kapcsolás New Yorkból)
- Roberto Bolle
- Cristina D'Avena ismert dalaiból egyveleg
- Giorgio Panariello és Leonardo Pieraccioni
- Renato Zero ismert dalaiból egyveleg:
- Giuseppe Fiorello
- Willy Williams – Ego
- Guglielmo Scilla
- Marta Zoboli és Gianluca De Angelis (két komikus a Zelig) televíziós műsorból
- Rocco Tanica a Sajtó Központból

#### Videóüzenetek
Minden fellépő énekes kapott videóüzenetet egy-egy ismert olasz énekestől bátorításként a fellépésük előtt.
- Fiorello: Francesca Michielinnek
- Miguel Bosé: Alessio Bernabeinek
- Salvatore Esposito: Clementino rappernek
- Loredana Bertè: Patty Pravónak
- Ficarra e Picone: Lorenzo Fragolának
- J-Ax: Noeminek
- Mal: Elio e le Storie Tese együttesnek
- Giusy Ferreri: Arisának
- Carlo Verdone: Stadio együttesnek
- Francesco Renga: Annalisanak
- Vincenzo Salemme: Rocco Huntnak
- Raffaella Carrà, Emis Killa és Max Pezzali: Dolcenerának
- Francesco Pannofino: Enrico Ruggerinek
- Giuliano Sangiorgi, a Negramaro frontembere: Giovanni Caccamónak és Deborah Iuratónak
- Fabrizio Moro: Valerio Scanunak
- Serena Dandini: Irene Fornaciarinak

## Nézettségi adatok
| Adás napja                  | I. rész                     | I. rész                     | II. rész                    | II. rész                    | Súlyozott átlag | Súlyozott átlag |
| Adás napja                  | Nézők száma                 | Közönségarány               | Nézők száma                 | Közönségarány               | Nézők száma     | Közönségarány   |
| --------------------------- | --------------------------- | --------------------------- | --------------------------- | --------------------------- | --------------- | --------------- |
| 2016. február 9.            | 12.516.000                  | 49,15%                      | 5.907.000                   | 52,31%                      | 11.134.000      | 49,48%          |
| 2016. február 10.           | 12.390.000                  | 49,19%                      | 6.357.000                   | 54,03%                      | 10.748.000      | 49,91%          |
| 2016. február 11.           | 12.033.000                  | 45,91%                      | 6.821.000                   | 58,04%                      | 10.462.000      | 47,88%          |
| 2016. február 12.           | 12.201.000                  | 46,05%                      | 6.414.000                   | 55,20%                      | 10.164.000      | 47,81%          |
| 2016. február 13.           | 12.695.000                  | 48,76%                      | 8.712.000                   | 64,89%                      | 11.222.128      | 52,52%          |
| Az esték összesített átlaga | Az esték összesített átlaga | Az esték összesített átlaga | Az esték összesített átlaga | Az esték összesített átlaga | 10.746.429      | 49,58%          |

## Díjak és elismerések

### Bajnokok
- A 66. Sanremói Dalfesztivál kategória győztese: Stadio – Un giorno mi dirai
- Olaszországot a 2016-os Eurovíziós Dalfesztiválon képviselő énekes: Francesca Michelin – Nessun grado di separazione
- A kategória második helyezettje: Francesca Michelin – Nessun grado di separazione
- A kategória harmadik helyezettje: Giovanni Caccamo és Deborah Iurato – Via da qui
- Kritikusok "Mia Martini-díja": Patty Pravo – Cieli immensi
- Sajtó munkatársainak "Lucio Dalla-díja": Stadio – Un giorno mi dirai
- Legjobb hangszerelés díja: Stadio – Un giorno mi dirai
- Legjobb feldolgozás díja: Stadio – La sera dei miracoli

### Új Felfedezettek
- A 66. Sanremói Dalfesztivál kategória győztese: Francesco Gabbani – Amen
- Emmanuele Luzzati-díj: Francesco Gabbani – Amen
- A kategória második helyezettje: Chiara Dello Iacovo – Introverso
- A kategória harmadik helyezettje: Ermal Meta – Odio le favole
- Kritikusok "Mia Martini-díja": Francesco Gabbani – Amen
- Sajtó munkatársainak "Lucio Dalla-díja": Chiara Dello Iacovo – Introverso
- Legjobb hangszerelés díja: Francesco Gabbani – Amen
- Legjobb feldolgozás díja: Chiara Dello Iacovo – Introverso

## Szakértői zsűri
A zsűri a következő tagokból állt:
- Franz Di Cioccio (zenész) - zsűri elnöke
- Laura Valente (énekes-zenész)
- Fausto Brizzi (filmrendező)
- Nicoletta Mantovani (filmproducer)
- Federico l'Olandese Volante (DJ)
- Valentina Correani (televíziós műsorvezetőnő)
- Paola Maugeri (újságírónő, énekesnő és televíziós műsorvezetőnő)
- Massimiliano Pani (zeneszerző, zenei rendező és producer)

## Zenei toplisták

### Rádiós játszási listák
| Előadó                            | Dal címe                         | Legnagyobb helyezés        | Legnagyobb helyezés | Legnagyobb helyezés  |
| Előadó                            | Dal címe                         | Airplay – Sanremo Big 2016 | Airplay (országos)  | Airplay (nemzetközi) |
| --------------------------------- | -------------------------------- | -------------------------- | ------------------- | -------------------- |
| Francesca Michielin               | Nessun grado di separazione      | 1                          | 1                   | 1                    |
| Stadio                            | Un giorno mi dirai               | 2                          | 2                   | 7                    |
| Rocco Hunt                        | Wake Up                          | 3                          | 4                   | 12                   |
| Lorenzo Fragola                   | Infinite volte                   | 4                          | 8                   | 18                   |
| Zero Assoluto                     | Di me e di te                    | 5                          | 10                  | 22                   |
| Noemi                             | La borsa di una donna            | 6                          | 12                  | 62                   |
| Dear Jack                         | Mezzo respiro                    | 7                          | 18                  | —                    |
| Enrico Ruggeri                    | Il primo amore non si scorda mai | 8                          | 15                  | —                    |
| Alessio Bernabei                  | Noi siamo infinito               | 9                          | 11                  | —                    |
| Arisa                             | Guardando il cielo               | 10                         | 13                  | —                    |
| Patty Pravo                       | Cieli immensi                    | 11                         | 19                  | 36                   |
| Neffa                             | Sogni e nostalgia                | 12                         | 17                  | 33                   |
| Giovanni Caccamo e Deborah Iurato | Via da qui                       | 13                         | —                   | —                    |
| Dolcenera                         | Ora o mai più (le cose cambiano) | 14                         | 20                  | —                    |
| Annalisa                          | Il diluvio universale            | 15                         | —                   | —                    |
| Clementino                        | Quando sono lontano              | 16                         | —                   | —                    |
| Valerio Scanu                     | Finalmente piove                 | 17                         | 20                  | —                    |
| Elio e le Storie Tese             | Vincere l'odio                   | 18                         | —                   | —                    |
| Bluvertigo                        | Semplicemente                    | 19                         | —                   | —                    |
| Irene Fornaciari                  | Blu                              | 20                         | —                   | —                    |

### Kislemez listák
| Előadó neve                       | Kislemez címe                    | Olaszország (Legmagasabb helyezés) | Olaszország (Eladások minősítése) | Eladott kislemezek száma |
| --------------------------------- | -------------------------------- | ---------------------------------- | --------------------------------- | ------------------------ |
| Francesca Michielin               | Nessun grado di separazione      | 1                                  | Platina                           | 50.000+                  |
| Stadio                            | Un giorno mi dirai               | 3                                  | Arany                             | 25.000+                  |
| Valerio Scanu                     | Finalmente piove                 | 6                                  | Platina                           | 50.000+                  |
| Lorenzo Fragola                   | Infinite volteInfinite volte     | 7                                  | Platina                           | 50.000+                  |
| Clementino                        | Quando sono lontano              | 10                                 | Arany                             | 25.000+                  |
| Rocco Hunt                        | Wake UpWake Up                   | 11                                 | Arany                             | 25.000+                  |
| Alessio Bernabei                  | Noi siamo infinito               | 12                                 | Platina                           | 50.000+                  |
| Francesco Gabbani                 | Amen                             | 14                                 | Platina                           | 50.000+                  |
| Patty Pravo                       | Cieli immensi                    | 16                                 |                                   |                          |
| Arisa                             | Guardando il cielo               | 19                                 | Arany                             | 25.000+                  |
| Annalisa                          | Il diluvio universale            | 25                                 |                                   |                          |
| Zero Assoluto                     | Di me e di te                    | 26                                 | Arany                             | 25.000+                  |
| Noemi                             | La borsa di una donna            | 29                                 |                                   |                          |
| Giovanni Caccamo e Deborah Iurato | Via da qui                       | 35                                 |                                   |                          |
| Elio e le Storie Tese             | Vincere l'odio                   | 44                                 |                                   |                          |
| Dolcenera                         | Ora o mai più (le cose cambiano) | 52                                 |                                   |                          |
| Enrico Ruggeri                    | Il primo amore non si scorda mai | 59                                 |                                   |                          |
| Ermal Meta                        | Odio le favole                   | 66                                 |                                   |                          |
| Chiara Dello Iacovo               | Introverso                       | 68                                 |                                   |                          |
| Dear Jack                         | Mezzo respiro                    | 69                                 |                                   |                          |
| Bluvertigo                        | Semplicemente                    | 78                                 |                                   |                          |
| Neffa                             | Sogni e nostalgia                | 80                                 |                                   |                          |
| Clementino                        | Don Raffaè                       | 90                                 |                                   |                          |
| Irama                             | Cosa resterà                     | 100                                |                                   |                          |

### Nagylemez listák
| Válogatáslemez | Olaszország (Legnagyobb helyezés) | Italia (Eladások minősítése) | Eladott lemezek száma |
| -------------- | --------------------------------- | ---------------------------- | --------------------- |
| Sanremo 2016   | 1                                 | Arany                        | 25.000+               |

| Előadó neve           | Nagylemez neve                   | Olaszország (Legnagyobb helyezés) | Italia (Eladások minősítése) | Eladott nagylemezek száma |
| --------------------- | -------------------------------- | --------------------------------- | ---------------------------- | ------------------------- |
| Lorenzo Fragola       | Zero Gravity                     | 1                                 | Arany                        | 25.000+                   |
| Alessio Bernabei      | Noi siamo infinito               | 2                                 | Platina                      | 25.000+                   |
| Rocco Hunt            | SignorHunt – Wake up Edition     | 2                                 | Arany                        | 25.000+                   |
| Francesca Michielin   | di20are *                        | 3                                 | Arany                        | 25.000+                   |
| Stadio                | Miss nostalgia                   | 3                                 |                              |                           |
| Annalisa              | Se avessi un cuore               | 4                                 |                              |                           |
| Elio e le Storie Tese | Figgatta de Blanc                | 5                                 |                              |                           |
| Patty Pravo           | Eccomi                           | 6                                 |                              |                           |
| Clementino            | Miracolo! Ultimo Round           | 7                                 | Arany                        | 25.000+                   |
| Noemi                 | Cuore d'artista                  | 13                                |                              |                           |
| Zero Assoluto         | Di me e di te                    | 14                                |                              |                           |
| Arisa                 | Guardando il cielo               | 16                                |                              |                           |
| Dear Jack             | Mezzo respiro                    | 17                                |                              |                           |
| Valerio Scanu         | Finalmente piove                 | 18                                |                              |                           |
| Francesco Gabbani     | Eternamente ora                  | 18                                |                              |                           |
| Enrico Ruggeri        | Un viaggio incredibile           | 22                                |                              |                           |
| Giovanni Caccamo      | Non siamo soli                   | 25                                |                              |                           |
| Deborah Iurato        | Sono ancora io                   | 31                                |                              |                           |
| Dolcenera             | Le stelle non tremano supernovae | 37                                |                              |                           |
| Chiara Dello Iacovo   | Appena sveglia                   | 39                                |                              |                           |
| Ermal Meta            | Umano                            | 45                                |                              |                           |
| Irama                 | Irama                            | 51                                |                              |                           |
| Irene Fornaciari      | Questo tempo                     | 63                                |                              |                           |
| Miele                 | Occhi                            | 64                                |                              |                           |

## Érdekesség
- A fesztivál folyamán több énekes is szivárványzászlót karkötőt hordott kifejezve ezzel támogatásukat a Cirinná-törvényről amely lehetővé tenné a bejegyzett élettársi kapcsolatot az azonos nemű párok részére. Patty Pravo énekesnő Cieli immensi (Végtelen egek) dalának videoklippjében egy meleg pár is szerepel.[15]